# توماس هریس
توماس هریس (به انگلیسی: Thomas Harris) (زاده ۱۱ آوریل ۱۹۴۰) نویسنده و فیلم‌نامه‌نویس آمریکایی است که بیشتر برای سری رمان‌هایش در مورد شخصیت هانیبال لکتر شناخته می‌شود. تمامی کارهای او به فیلم تبدیل شده‌اند. از جمله آن‌ها می‌توان به سکوت بره‌ها اشاره کرد که اقتباس سینمایی آن سومین فیلم در تاریخ جایزه اسکار بود که توانست در بخش‌های مختلف اصلی برنده شود.
توماس هریس، کارش را با خبرنگاری جنائی در آمریکا و مکزیک آغاز و پس از مدتی به عنوان نماینده آسوشیتدپرس در نیویورک، مسیر ترقی را به سرعت پیمود. نخستین رمان او با نام «یکشنبه سیاه» به سال ۱۹۷۵ منتشر و دو سال بعد توسط «جان فرانکن هایمر» به فیلم درآمد. داستان‌های بعدی وی به ترتیب «اژدهای سرخ» در سال ۱۹۸۱، سکوت بره‌ها در سال ۱۹۸۸ و هانیبال در سال ۱۹۹۹ منتشر شدند. دکتر لکتر در اژدهای سرخ تنها یک شخصیت جانبی بود، اما سکوت بره‌ها او را به نقطه عطف ماجرا بدل کرد.
سه سال بعد جاناتان دمی این داستان را به تصویر کشید و نقش دکتر لکتر را به آنتونی هاپکینز سپرد: نتیجه خارق‌العاده بود. تماشاگران و منتقدین به اتفاق از فیلم استقبال نموده و سازندگان، جوایز اسکار بهترین بازیگر مرد و زن نقش اول، بهترین کارگردانی، بهترین فیلم و بهترین تدوین سال را درو کردند
: جریان از این قرار است که "کلاریس استرلینگ" از سوی اف.بی. آی، مسئول رسیدگی به پرونده یک قاتل زنجیره‌ای روان پریش به نام بوفالو بیل می‌شود که پوست قربانیانش—که همه زن هستنند—را می‌کند. تنها یک نفر قادر به کمک اوست، و آن کسی نیست جز یک دکتر روانشناس "آدم‌خوار" به نام هانیبال لکتر… موفقیت بزرگ سکوت بره‌ها باعث ترغیب هریس به نگاشتن ادامه داستان شد. کتاب "هانیبال" اگرچه به قوت سکوت بره‌ها نبود، ولی طرفداران پروپا قرصش را راضی نگه داشت: هانیبال در ایتالیا زندگی آرامی را آغاز کرده بود، در حالیکه، یکی از قربانیان سابق آدم‌خواریهای دکتر—که حالا از ریخت و قیافه افتاده و از زندگی عادی بازمانده‌است—برای به چنگ آوردن او دست به هر کاری می‌زند، و ناگفته پیداست که پای کلاریس هم به ماجرا باز شده و…، کار ساخت فیلم، بلافاصله بعد از موافقت آنتونی هاپکینز و به کارگردانی ریدلی اسکات کبیر در حالی آغاز شد که جودی فاستر دیگر جرات گذاشتن نقاب "کلارنس استرلینگ" به چهره را در خود نمی‌دید، این بود که جولین مور جانشین وی شده و سیرنزولی فیلم آغاز گردید. "هانیبال" اگرچه در مقابل اثر قبلی گامی به جلو بحساب نیامد لیکن ثابت کرد همچنان می‌شود از این محصول پول درآورد! و همین برای دوباره‌سازی نه چندان ضروری "شکارچی انسان --۱۹۸۶ مایکل مان--"، اینبار به نام "اژدهای سرخ" کافی بود. بنظر می‌رسید پرونده لکتر آدمخوار پس از "اژدهای سرخ" بسته شده باشد. اما انگار زمان استخراج طلا از معدن آقای دکتر هنوز به پایان نرسیده بود!، توماس هریس خواست بسیاری از علاقه‌مندان مجموعه را لبیک گفته و "خیزش هانیبال" را نگاشت. بسیارانی کنجکاو بودند تا از خاستگاه هیولای آدم‌خوار سر در بیاورند و این کتاب قرار بود پاسخ آن‌ها باشد… دینو دولارنتیس، تهیه‌کننده معظم و تنومند آثار بزرگانی چون فلینی… بلافاصله پس از اعلام خبر انتشار قریب‌الوقوع کتاب، حقوق سینمائیش را خرید. هریس هم که زمینه را مساعد می‌دید قبول کرد شخصاً زحمت اقتباس از داستان و نگارش فیلم‌نامه را برعهده بگیرد.
و در سال ۲۰۱۳ سریالی بر اساس رمان‌های وی به نام هانیبال منتشر شد که تحسین منتقدین را برانگیخت و برنده جوایز ساترن شد